# Otto Grosser
Otto Grosser (* 21. November 1873 in Wien; † 23. März 1951 in Thumersbach bei Zell am See) war ein österreichischer Mediziner (Anatomie, Embryologie).

## Leben
Grosser war der Sohn eines Eisenbahningenieurs, ging in Wien auf das Gymnasium und studierte Medizin an der Universität Wien, an der er 1899 mit Auszeichnung (sub auspiciis imperatoris) promoviert wurde. Zu seinen Lehrern gehörten Emil Zuckerkandl und Ferdinand Hochstetter. 1902 habilitierte er sich in Embryologie, wurde 1907 außerordentlicher Professor in Wien und 1909 ordentlicher Professor für Anatomie an der Deutschen Universität Prag. Den Lehrstuhl hatte er bis 1945, als er aus Prag ins Salzkammergut floh.
In der Embryologie ging er den Ursachen von Missbildungen nach, der Entwicklung des Darms, des Kiemendarms und der Atemwegsorgane. Er untersuchte die Entwicklung des Trophoblasten, die Ernährung von Embryonen bei lebendgebärenden Tieren, veröffentlichte eine Typeneinteilung der Placenta und den Zeitpunkt der Empfängnisbereitschaft (wobei er eine abweichende Meinung von Hermann Knaus vertrat).
Während des Nationalsozialismus leitete er die Abteilung Wissenschaft beim NS-Dozentenbund und war Sachbearbeiter für Anthropologie und Ontogenie für die Zeitschrift Der Biologe, die vom SS-Ahnenerbe herausgegeben wurde. Nach dem Krieg galt er deshalb als vorbelastet.
1928/29 und 1934/35 war er Rektor der Karl-Ferdinands-Universität in Prag. 1936 wurde er Ehrendoktor in Breslau. 1939 erhielt er den Carus-Preis und 1943 die Goethe-Medaille für Kunst und Wissenschaft. Er war Mitglied der Leopoldina, der Berliner und Wiener Akademien der Wissenschaften. 1911 wurde er wirkliches Mitglied und 1918 Präsident der deutschen Gesellschaft der Wissenschaft und Künste in Prag. Otto Grosser war Kuratoriumsmitglied des für das Deutschtum im Sudetenland, in Böhmen, Mähren und in der Slowakei bestimmten Joseph-Freiherr-von-Eichendorff-Preises. Er war zweiter Vorsitzender des internationalen embryologischen Instituts in Utrecht.
Der Terminus Hoyer-Grossersche Organe (Glomus cutaneum) für diese knäuelartigen arterio-venöse Anastomosen, für die er 1902 wichtige Ergänzungen zu Hoyers 1877 veröffentlichten Beobachtungen lieferte, ist nach ihm und nach Henryk Fryderyk Hoyer benannt.
Der Grosserweg in Wien wurde 1955 nach Otto Grosser benannt.

## Schriften
- Ueber arterio-venöse Anastomosen an den Extremitätenenden beim Menschen und den krallentragenden Säugethieren. In: Archiv für mikroskopische Anatomie, 60, Bonn 1902, S. 191–216 (Digitalisat)
- Grundriß der Entwicklungsgeschichte des Menschen, 1944, 4. Auflage mit Georg Politzer 1953, 5. Auflage 1958 und 6. Auflage 1965 mit Rolf Ortmann, Springer Verlag, Berlin
- Vorlesungen über topographische Anatomie des Menschen, 1950